# Pointe de la Vouasson
La pointe de la Vouasson, ou pointe de Vouasson, est une montagne des Alpes valaisannes, en Suisse, culminant à 3 489 m d'altitude.
C'est un sommet glaciaire situé en Valais central, entre le barrage de la Grande-Dixence et le village d'Evolène.
Ce sommet fait partie d'une chaîne montagneuse séparant le val des Dix et le val d'Arolla dans le prolongement nord des aiguilles Rouges d'Arolla.
L'ascension de la Vouasson par sa voie normale se fait depuis la Gouille près d'Arolla par un itinéraire passant à proximité de la cabane des Aiguilles Rouges et présente un intérêt essentiellement en hiver pour les variantes qu'elle propose à la descente lors de randonnées à ski.